# Julie Murphy
Julie Murphy (8 de noviembre de 1985, Connecticut) es una escritora estadounidense de novela romántica y literatura juvenil. Número uno de la lista de los libros más vendidos del New York Times, es conocida por sus novelas Side Effects May Vary, Dumplin, Ramona Blue y Puddin. Murphy escribió su primera novela, Side Effects May Vary, durante el National Novel Writing Month.

## Carrera profesional
El debut literario de Murphy fue la novela juvenil Side Effects May Vary, que fue publicada por Balzer + Bray el 18 de marzo de 2014. Murphy escribió el libro como parte del National Novel Writing Month alrededor de 2010 mientras trabajaba como bibliotecaria en Texas.
Su siguiente novela juvenil, titulada Dumplin, se publicó en 2015. La recepción de la crítica por Dumplin fue positiva. La novela llegó a estar en la lista de los libros más vendidos del New York Times. Dumplin fue adaptada en una película de Netflix homónima en 2018. La novela fue la primera de una trilogía y fue seguida por Puddin' (2018) y Pumpkin (2021).
En 2017, Murphy lanzó su tercera novela juvenil titulada Ramona Blue. Nivea Serrao, de Entertainment Weekly, comentó que "Primero vino Alice de Side Effects May Vary, luego vino Willowdean de Dumplin, y ahora está la titular Ramona Blue. Julie Murphy tiene una habilidad especial para crear protagonistas juveniles memorables".
Su primera novela infantil, titulada Dear Sweet Pea, se publicó en 2019. Nivea Serrao, de Entertainment Weekly, comentó que "la escritora superventas de Dumplin [...] y Ramona Blue ha irrumpido en la ficción juvenil con un mensaje. Y sus libros continúan resonando mucho más: sus valientes personajes, su irresistible dulzura, su delicioso sentido del humor. Ahora la escritora regresa con una nueva novela que lleva su atractivo característico, esta vez en el espacio infantil". En 2019, Disney Channel optó en exclusiva por los derechos de Dear Sweet Pea, y ésta se encuentra en la lista de desarrollo de películas originales de Disney Channel.
En 2020, Murphy rehízo la historia del origen del superhéroe Faith Herbert de Valiant Comics en la novela juvenil Faith: Taking Flight. Kayleigh Donaldson, de Syfy Wire, escribió que "el mensaje que se envía es claro: para el resto del mundo, es imposible ser gordo y feliz al mismo tiempo. [...] Eso es lo que hace que personajes como Faith y escritores como Murphy sean tan desesperadamente necesarios. Son una poderosa refutación a décadas de gordofobia sistémica a través del acto de alegría creativa". La secuela de Murphy, Faith: Greater Heights, se lanzó en 2021.

## Vida personal
Durante la infancia de Murphy, su familia tuvo problemas económicos y perdió su hogar la semana en que se graduó de la escuela secundaria. Debido a esto, tuvo que retrasar su ingreso en la universidad.
Vive en Texas con su esposo. Murphy es abiertamente bisexual.

### Novelas juveniles
Serie Dumplin (Dumplin'):
1. Dumplin (Dumplin') (2015)[3][4][5]
2. Puddin' (2018)
3. Dear Sweet Pea (2019), novela infantil
4. Pumpkin (2021)

Serie Faith Herbert Origin Story:
1. Faith: Taking Flight (2020)[16][21]
2. Faith: Greater Heights (2021)[17][22]

Independientes:
- Side Effects May Vary (2014)[23][24][25]
- Ramona Blue (2017)[26]
- If the Shoe Fits (2021), serie Meant to Be #1

### Novelas
- A Merry Little Meet Cute (2022), con Sierra Simone

### Cuentos juveniles
- "April May June" (2014)
- "Dear God" (2014)
- "House of Screams" (2014)
- "Jennifer" (2014)
- "Ramona Drowning" (2014)
- "The Secret Language of Light" (2014)
- "One Summer" (2015)
- "The Record Keeper's Duty" (2015)
- "You Say Goodbye, I Say Hello" (2015)

## Adaptaciones
- Dumplin' (2018), película dirigida por Anne Fletcher, basada en la novela juvenil Dumplin'